# OsmAnd
OsmAnd (OSM Automated Navigation Directions) — программное обеспечение с открытым исходным кодом, для офлайн-навигации. Основным источником картографических данных являются векторные карты OpenStreetMap, а также многие растровые карты (Яндекс Карты, Mapnik, Osmarender, CloudMade, Cyclemap, OpenPisteMap, MapSurfer.Net, Microsoft Maps/Earth/Hybrid) включая сервис Яндекс Пробки.

## Основные возможности
- Офлайновая навигация (предварительно нужно загрузить карты нужного региона)
- Онлайновая навигация с помощью сетевых сервисов маршрутизации YOURS и OSRM
- Кеширование данных, загруженных из Интернета, при использовании онлайн-навигации (экономия трафика)
- Просмотр, редактирование и создание собственных POI, с последующей передачей на сервер OpenStreetMap (плагин).
- Запись маршрута (трека) в формате gpx
- Возможность изменять существующие файлы gpx, планировать поездку и измерять расстояние между точками (плагин)
- Отображение ранее записанного или текущего трека, а также возможность возврата по треку.
- Голосовые подсказки на разных языках
- Автоматическое изменение масштаба карты, в зависимости от скорости движения
- Автоматическое вращение карты по компасу или по направлению движения
- Радиусомерная линейка
- Индивидуальные предустановки для профилей: Обзор карты/Автомобиль/Велосипед/Пешеход/Общественный транспорт/Лодка/Самолёт/Лыжи.
- Наложение на основную карту и/или под неё различных онлайн карт с возможностью произвольной регулировки прозрачности слоёв (плагин).
- Подсветка туристических маршрутов
- Выделение на карте индивидуальной группы точек POI, например, питьевая вода: подсветка родников, колодцев, колонок
- Отображение линий высот (платный плагин)
- Морские карты (платный плагин)
- Лыжные карты (платный плагин)
- Живой мониторинг OsMo (плагин)
- Создание Аудио/видео заметок (плагин)
- Парковочное место (платный плагин)
- Просмотр панорам, фотографий местности и объектов (плагин Mapilary, после блокировки компании Meta из России функциональность недоступна)
- История и избранное
- Поддержка плагинов

## Офлайн-навигация
Отличительной особенностью программы является офлайн-навигация. Предварительно загруженные карты прямо из интерфейса программы позволяют не использовать интернет подключения для навигации. Загружаемые карты конвертированы в собственный формат из векторных данных OSM. Существуют как для всего мира, так и для отдельных регионов. Обновление карт не автоматическое, их необходимо проверять вручную. Обновление офлайновых карт происходит первого числа каждого месяца.

## Установка программы
Скачать полнофункциональную версию «OsmAnd+» можно с официального трекера (но не будет предоставлен сервис автоматического обновления программы, который доступен от каталога свободных приложений «F-Droid» или от магазинов приложений «Google Play», «Amazon AppStore», «Huawei AppGallery» и т. п.)

##### F-Droid
Каталог свободного ПО «F-Droid» бесплатно предоставляет полную версию «OsmAnd+», также предоставляет сервис автоматических обновлений программы.

##### Google Play
В «Google Play» присутствует две версии программы: «OsmAnd» и «OsmAnd+». Первая версия программы в отличие от «Плюс» версии, бесплатна, но имеет несколько функциональных ограничений.
- ограниченное число загрузок (обновлений) карт (7);
- нет возможности просматривать описание достопримечательностей из Википедии без использования Интернета.
- нет плагина линий высот и затенения рельефа местности.

## Контроль качества
В случае обнаружения ошибки в работе программы можно оставить свой вопрос на Google Code в разделе Issues или на форуме Google Groups, вопросы принимаются только на английском языке. В программе также предусмотрен механизм оповещения об ошибках на карте OSM с использованием сервиса OpenStreetBugs. В дальнейшем эти ошибки обрабатываются и исправляются сообществом OpenStreetMap. Можно также добавлять на карту POI, с последующей выгрузкой их на OSM прямо из интерфейса программы. При этом в настройках необходимо внести свои учётные данные OSM.